# 弗雷德里克·坦斯利·蒙寧斯

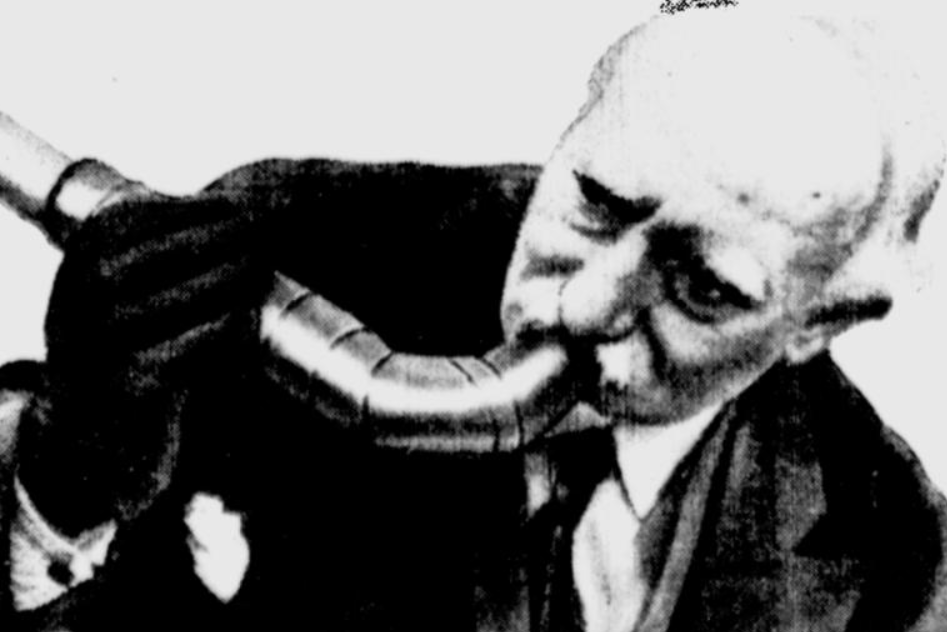
弗雷德里克·坦斯利·蒙寧斯

弗雷德里克·坦斯利·蒙寧斯（英語：Frederick Tansley Munnings，1875年—1953年），是一名英國靈媒和前竊賊。

## 生平
蒙寧斯出生於洛斯托夫特，並在海斯廷斯擔任寄宿家庭的管理員，曾於工作時間入室竊盜而被判入獄監禁9個月。在此之後，蒙寧斯聲稱自己可以在黑暗中接收並發出死者靈魂的「靈音」，但不久便被發現是用喇叭偽裝的。
1926年2月，亞瑟·柯南·道爾，亞伯拉罕‧華萊士等人在報紙上發布對蒙寧斯的公開警告。超心理學研究者哈利·普萊斯隨後也揭發他的騙行。蒙寧斯聲稱自己能發出包含尤利烏斯·凱撒和亨利八世等亡者的「靈音」，普萊斯發明一種稱為「語音控制記錄儀」的裝置，證明了這些「靈音」都是蒙寧斯一人裝出來的。1928年，蒙寧斯承認自己的騙行，並將他的供詞賣給一份週報。

## 其他
蒙寧斯的女兒海達‧蒙寧斯是一位著名的芭蕾舞者。

## 外部連結
- 'Astonishing Confessions of a "Bogus Spirit" Medium'[] Munnings's confession published in the Milwaukee Sentinel, July 28, 1928
- Anonymous. (1925). The Cases of Mr. Moss and Mr. Munnings Journal of the Society for Psychical Research 22: 71-75.